# دیدار ترامپ و زلنسکی ۲۰۲۵
در ۲۸ فوریهٔ ۲۰۲۵ رئیس‌جمهور ایالات متحده آمریکا، دونالد ترامپ و رئیس‌جمهور اوکراین، ولودیمیر زلنسکی یک نشست دوجانبه بحث‌برانگیز در کاخ سفید در واشینگتن، دی سی برگزار کردند. این دیدار به منظور بررسی ادامه حمایت‌های ایالات متحده از اوکراین در برابر تهاجم روسیه به این کشور برگزار شده بود و انتظار می‌رفت که با امضای توافقنامه منابع معدنی میان اوکراین و ایالات متحده پایان یابد اما بدون نتیجه مشخصی به پایان رسید؛ ترامپ و معاونش، جی‌دی ونس، در جریان ملاقات زلنسکی را مورد سرزنش قرار دادند و اتهامات مختلفی را مطرح کردند. این نخستین بار در تاریخ ایالات متحده است که یک رئیس‌جمهور مستقر در ایالات متحده به‌طور شفاهی با یک رهبر خارجی در مقابل دوربین به مجادله می‌پردازد.
پیش از برگزاری این نشست، تنش‌هایی میان دولت ترامپ، که خواستار امتیازدهی اوکراین به روسیه برای پایان سریع جنگ بود، و دولت زلنسکی، که به تعهد روسیه در پایبندی به توافقات بدون تضمین‌های امنیتی آمریکا اعتماد نداشت، وجود داشت. ترامپ خواستار توافق اوکراین با روسیه برای آتش‌بس بود تا به‌طور فوری خصومت‌ها متوقف شده و به سمت یک توافق صلح جامع پیش بروند. او به‌طور ضمنی اوکراین را مقصر حمله روسیه دانسته و زلنسکی را «دیکتاتور» نامید (اظهاراتی که بعداً از آن عقب‌نشینی کرد). زلنسکی نیز خواستار تضمین‌های امنیتی قوی علیه تهاجم‌های آینده روسیه قبل از پذیرش آتش‌بس بود. او معتقد بود که بدون این تضمین‌ها، رئیس‌جمهور روسیه، ولادیمیر پوتین، هر توافقی را نقض خواهد کرد، همان‌طور که قبلاً این کار را کرده بود.
رفتار ترامپ و ونس به‌طور گسترده‌ای در رسانه‌ها و توسط جامعه بین‌المللی مورد نقد قرار گرفت. بسیاری از رهبران جهان با صدور پیامی از ولودیمیر زلنسکی حمایت کردند. در آمریکا، واکنش‌ها بر اساس خطوط حزبی تقسیم شد: اعضای حزب ترامپ، حزب جمهوری‌خواه، عمدتاً رفتار او را ستایش کردند، در حالی که اعضای حزب دمکرات رفتار او را به‌طور گسترده محکوم کردند.
پس از این دیدار، دولت ترامپ به مدت یک هفته ارائه کمک‌های اطلاعاتی و نظامی به اوکراین را تعلیق کرد. ارائه کمک‌ها به اوکراین پس از آن از سر گرفته شد که زلنسکی با آتش‌بس ۳۰ روزه بدون قید و شرط موافقت کرد، مشروط به تأیید روسیه. در یک نظرسنجی از یوگاو در مارس ۲۰۲۵، ۵۱ درصد از آمریکایی‌ها احساس کردند که ترامپ نسبت به زلنسکی بی‌احترامی کرده است، در حالی که ۳۲ درصد معتقد بودند که زلنسکی نسبت به ترامپ بی‌احترامی کرده است.

## پیش‌زمینه

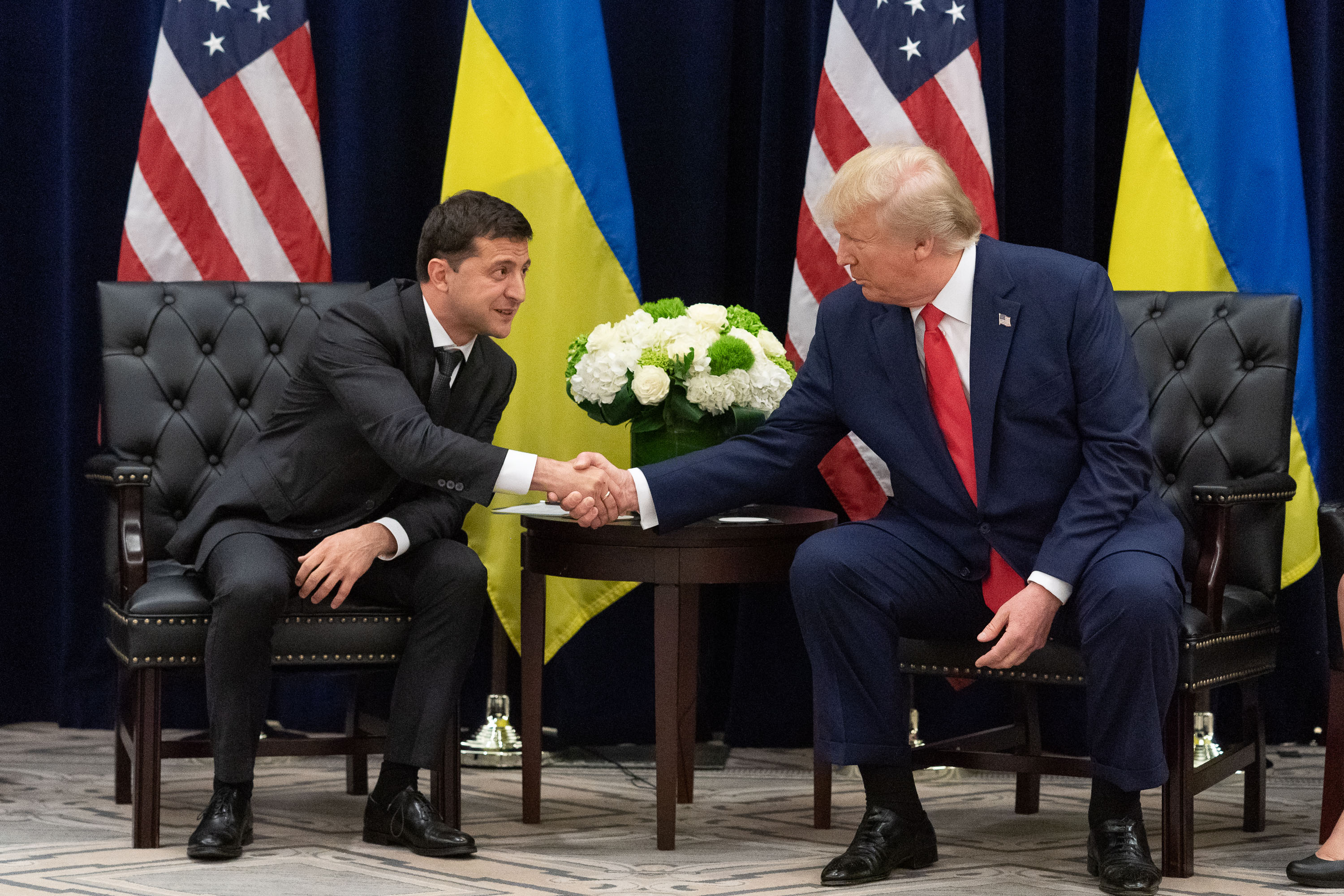
ترامپ و زلنسکی پیشتر در سال ۲۰۱۹ با یکدیگر دیدار کرده بودند

این دیدار در بحبوحهٔ جنگ روسیه و اوکراین برگزار شد؛ جنگی که با الحاق کریمه به روسیه در سال ۲۰۱۴ آغاز شد و در سال ۲۰۲۲ با تهاجم گستردهٔ روسیه شدت گرفت. تا سال ۲۰۲۵، اوکراین به شدت به کمک‌های بین‌المللی، به‌ویژه از سوی کشورهای غربی و ایالات متحده تحت رهبری دولت جو بایدن، متکی بود تا بدون درگیری مستقیم نظامی، در برابر تهاجم روسیه مقاومت کند. ولودیمیر زلنسکی که در سال ۲۰۱۹ به ریاست‌جمهوری اوکراین رسید، همواره به دنبال حمایت قاطع بین‌المللی برای حفظ حاکمیت کشورش بود.
دونالد ترامپ سابقه روابط پرتنش با زلنسکی را دارد؛ او در سال ۲۰۱۹ به دلیل تعلیق ارسال تسلیحات به اوکراین و تلاش برای تحت فشار قرار دادن زلنسکی جهت تحقیقات علیه جو بایدن، رقیب سیاسی خود، استیضاح شد. جی.دی. ونس، معاون ترامپ، پیش از تصدی این سمت نسبت به کمک‌های آمریکا به اوکراین منتقد بود و در مصاحبه‌ای در سال ۲۰۲۲ اظهار داشت که: «واقعاً برایم مهم نیست که چه اتفاقی برای اوکراین می‌افتد.»
در نخستین روز از دومین دوره ریاست‌جمهوری دونالد ترامپ، او فرمان اجرایی صادر کرد که کمک‌های خارجی را به مدت ۹۰ روز مسدود کرد و سپس علی‌رغم حکم دادگاه، از رفع این تعلیق سر باز زد. این تصمیم روی سازمان USAID نیز تأثیر گذاشت، این سازمان در سال ۲۰۲۳ مبلغ ۱۶٫۴ میلیارد دلار کمک بشردوستانه به اوکراین اختصاص داده بود.
ترامپ همچنین آمادگی خود را برای مذاکره با روسیه جهت پایان دادن به جنگ اعلام کرد و از سیاست دیرینهٔ انزوای روسیه فاصله گرفت. پس از بازگشت به کاخ سفید، او با ولادیمیر پوتین تماس گرفت. این نخستین گفت‌وگوی مستقیم یک رئیس‌جمهور آمریکا با همتای روسی خود از زمان آغاز تهاجم بود. زلنسکی به این اقدام واکنش نشان داده و ترامپ را متهم کرد که «در دام اطلاعات نادرست روسیه» گرفتار شده است. ترامپ نیز در پاسخ، در شبکه اجتماعی تروث سوشال، زلنسکی را «دیکتاتور» خواند.
دولت ترامپ همچنین در مجمع عمومی سازمان ملل متحد در تاریخ ۲۴ فوریه ۲۰۲۵، به قطعنامه‌ای که خواستار محکومیت روسیه و خروج نیروهایش از اوکراین بود، رأی منفی داد.
دولت ترامپ در ابتدا سفر زلنسکی به واشینگتن را لغو کرد، اما با میانجی‌گری امانوئل مکرون، رئیس‌جمهور فرانسه، این دیدار در نهایت انجام شد. همچنین، فشارهایی بر اوکراین وارد شد تا درآمد حاصل از مواد معدنی خام خود را با ایالات متحده به اشتراک بگذارد. گزارش‌ها حاکی از آن است که زلنسکی قصد داشته در جریان این سفر، توافقی در این زمینه امضا کند.

## واکنش‌ها
- مصطفی نیم از سیاستمداران اوکراینی که پیش‌تر در دولت زلنسکی کار کرده بود، در شبکه‌های اجتماعی نوشت که دولت ترامپ «نه تنها اوکراین را دوست ندارد، بلکه از ما بیزار است.» او گفت که «تحقیر رهبر آمریکا عمیق‌تر از بی‌تفاوتی و خطرناک‌تر از خصومت آشکار است.»[۲۷]
- آنالنا بربوک، وزیر خارجه آلمان گفت که رفتار ترامپ نشان‌دهنده «دوران جدیدی از بی‌رحمی» است و از کشورهای اروپایی خواست «بیش از هر زمان دیگری از نظم بین‌المللی مبتنی بر قوانین و قدرت قانون در برابر قدرت قوی‌ترین‌ها دفاع کنند».[۲۸]
- فرانسوا اولاند، رئیس‌جمهور سابق فرانسه اظهار داشت: «حتی اگر مردم آمریکا همچنان دوستان ما باشند، خود دولت ترامپ دیگر متحد ما نیست.» او تأکید کرد که رویدادهای اخیر نشان‌دهنده احتمال یک «طلاق» بین اروپا و ایالات متحده در آینده‌ای نزدیک است.[۲۹]
- رئیس‌جمهور برزیل، لوئیس ایناسیو لولا دا سیلوا اظهار داشت که زلنسکی توسط ترامپ «تحقیر» شد و گفت: «دیپلماسی، از زمان پیدایش کره زمین، از زمان پیدایش دیپلماسی، هرگز صحنه‌ای به این حد مضحک و بی‌احترامی مانند آنچه در دفتر بیضی کاخ سفید رخ داد، ندیده است.»[۳۰]
- سخنان تند دونالد ترامپ، رئیس‌جمهور آمریکا، خطاب به همتای اوکراینی‌اش در کاخ سفید در ایران بازتاب گسترده‌ای داشته است. حساب ایکس سید علی خامنه ای در ۱ مارس پستی را که سه سال پیش منتشر شده بود، بازنشر کرد. در آن پست، اوکراین با افغانستان مقایسه شده بود: «دولت‌هایی که به آمریکا و اروپا متکی هستند باید بدانند که حمایت آن‌ها سرابی بیش نیست و واقعیت ندارد.» این حساب کاربری، ساعاتی بعد، همین نقل‌قول را به زبان اوکراینی منتشر کرد. محسن رضایی، سیاستمدار و فرمانده پیشین سپاه پاسداران انقلاب اسلامی، در ایکس نوشت: «دربارهٔ اینکه چگونه دوستان و متحدان آمریکا قربانی آن می‌شوند می‌توان کتاب‌ها نوشت.» در تأیید همین دیدگاه، علیرضا تنگسیری، فرمانده نیروی دریایی سپاه پاسداران، اظهار داشت: «اگر با چشم آبی‌ها این‌گونه رفتار می‌کنند، مشخص است که با ما چگونه برخورد خواهند کرد.»[۳۱]

### واکنش رسانه‌ها
این دیدار تیتر اخبار داخلی و بین‌المللی شد و توسط چندین رسانه خبری به دلیل لحن تند، تقابلی و خصمانه‌اش مورد توجه قرار گرفت. شبکه فاکس نیوز آن را یک «رویارویی انفجاری» توصیف کرد. سی‌ان‌ان نوشت که «هرگز پیش از این، یک رئیس‌جمهور آمریکایی مهمان خود را به‌طور شفاهی مورد حمله قرار نداده بود، آن‌طور که ترامپ با زلنسکی رفتار کرد.» یک مقاله از دنیل دیل، روزنامه‌نگار بررسی‌کنندهٔ صحت اخبار، تأکید کرد که برخلاف ادعای ترامپ و ونس، زلنسکی حداقل ۳۳ بار از ژانویه ۲۰۲۲ به زبان انگلیسی از ایالات متحده تشکر کرده است. این رقم شامل سخنان او به زبان اوکراینی در داخل کشور نمی‌شود. فردریک پلایتگن، خبرنگار سی‌ان‌ان، اظهار داشت: «مشخص است که ولودیمیر زلنسکی تمام تلاش خود را می‌کند تا به انگلیسی صحبت کند… اما وقتی دو شخصیت غول‌پیکر این‌گونه با شما صحبت می‌کنند، فقط می‌تواند به فاجعه ختم شود.» نیویورک تایمز گزارش داد که رفتار تهاجمی و کلمات تند ترامپ علیه زلنسکی، همکاری سه سالهٔ ایالات متحده و اوکراین در دوران جنگ را متلاشی کرد. این دیدار، که به عنوان یک «مشاجرهٔ پر سر و صدا» توصیف شد و در سطح جهانی پخش گردید، نشان داد که ترامپ بیش‌ازپیش حاضر است اوکراین را قربانی کند تا چشم‌انداز وسیع‌تری از احیای روابط با روسیه و کنار گذاشتن اتحادهای سنتی خود را دنبال کند.